# اما پالیان
آنا نُرایری پالیان (ارمنی: Էմմա Նորայրի Պալյան؛ زادهٔ ۲۶ نوامبر ۱۹۹۰) یک وکیل، سیاستمدار اهل ارمنستان است که از تاریخ ۲۰۲۱ تا تاریخ ۲۰۲۶ سمت نمایندگی دوره هشتم مجلس ملی جمهوری ارمنستان را برعهده داشت.

## زندگی‌نامه
در	۲۶ نوامبر ۱۹۹۰ در لنیناکان به دنیا آمد و از دانشگاه دولتی شیراک فارغ‌التحصیل شد. 